# مثل یک نیایش (ترانه)
«مثل یک نیایش» (انگلیسی: Like a Prayer) ترانه‌ای از خوانندهٔ آمریکایی مدونا است که در چهارمین آلبوم استودیویی‌اش با همین نام (۱۹۸۹) قرار دارد. این ترانه در قالب تک‌آهنگ آغازین این آلبوم در ۳ مارس ۱۹۸۹ توسط سایر رکوردز منتشر شد. مدونا و پاتریک لنرد با هم ترانه را نوشتند و تهیه کردند. این ترانه برای مدونا حاکی از رویکرد هنری و شخصی در سبک ترانه‌سرایی بود که باور داشت باید بیشتر مطابق با سلیقهٔ مخاطبان بزرگسال خود عمل کند.
«مثل یک نیایش» ترانه‌ای پاپ راک و گاسپل است که عناصر فانک را نیز در خود جای داده است. این ترانه دارای آواز پس‌زمینه از گروه کر و همچنین گیتار راک است. این ترانه در مورد دختر جوان پرشوری صحبت می‌کند که عاشق خداست و خدا به تنها شخصیت مرد در زندگی او تبدیل می‌شود. متن ترانه حاوی کلمات نیایشی است، اما برخی افراد آن را سرشار از کنایهٔ جنسی و دینی تفسیر کرده‌اند. «مثل یک نیایش» پس از انتشار مورد تحسین منتقدان موسیقی قرار گرفت و یک موفقیت تجاری جهانی بود و به هفتمین ترانه نامبروان مدونا در بیلبورد هات ۱۰۰ ایالات متحده تبدیل شد. این ترانه برای سه هفته متوالی در صدر جدول هات ۱۰۰ بود و همچنین در بسیاری از کشورهای دیگر از جمله استرالیا، برزیل، کانادا، ایتالیا، مکزیک، نیوزیلند، اسپانیا و بریتانیا در صدر جدول قرار گرفت. رولینگ استون «مثل یک نیایش» را در میان فهرست «۵۰۰ ترانه برتر تمام دوران» قرار داد.
موزیک ویدئوی همراه «مثل یک نیایش» به کارگردانی ماری لمبرت، مدونا را به‌گونه‌ای نمایش می‌دهد که شاهد تجاوز جنسی یک زن سفیدپوست و متعاقباً کشته شدن او به‌دست گروهی از مردان سفیدپوست است. در حالی که یک مرد سیاه‌پوست به‌دلیل جنایت دستگیر می‌شود، مدونا برای امنیت در کلیسا پنهان می‌شود و به دنبال قدرت برای شهادت دادن است. در این ویدئو کلیسا و نمادهای کاتولیک مانند استیگماتا به تصویر کشیده شده است. همچنین شامل صلیب‌های سوزان کو کلاکس کلن و یک سکانس رؤیایی در مورد بوسیدن یک قدیس سیاه‌پوست است. واتیکان این ویدئو را محکوم، و همچنین خانواده‌ها و گروه‌های مذهبی به پخش آن اعتراض کردند. آن‌ها محصولات پپسی را که از این ترانه در تبلیغات خود استفاده کرده بود، تحریم کردند. پپسی قراردادش را با مدونا لغو کرد، اما به او اجازه داد که دستمزد ۵ میلیون دلاری خود را داشته باشد.
«مثل یک نیایش» در شش تور کنسرتی مدونا به نمایش درآمده است که آخرین آن در تور جشن بود. این ترانه توسط هنرمندان متعددی بازخوانی شده است. همراه با آلبوم مادر، «مثل یک نیایش» نقطهٔ عطفی در حرفهٔ مدونا بود؛ منتقدان از آن زمان او را نه تنها یک سوپراستار پاپ، بلکه یک هنرمند در عرصهٔ موسیقی شناختند. «مثل یک نیایش» در آلبوم گردآوری‌شده برترین آثار مدونا گنجانده شده‌است.